# Ministerie van Justitie (Polen)
Het Ministerie van Justitie (Pools: Ministerstwo Sprawiedliwości) is een ministerie van de Poolse overheid.

## Ministers
In onderstaand overzicht zijn alleen de ministers van Justitie sinds 1989 opgenomen.
- Aleksander Bentkowski (ZSL, later PSL) (12 september 1989 - 14 december 1990)
- Wiesław Chrzanowski (ZChN) (22 januari 1991 - 25 november 1991)
- Andrzej Marcinkowski (partijloos), waarnemend (25 november 1991 - 5 december 1991)
- Zbigniew Dyka (ZChN) (23 december 1991 - 17 maart 1993)
- Jan Piątkowski (ZChN) (17 maart 1993 - 26 oktober 1993)
- Włodzimierz Cimoszewicz (partijloos, SLD) (26 oktober 1993 - 6 maart 1995)
- Jerzy Jaskiernia (SdRP) (7 maart 1995 - 7 februari 1996)
- Leszek Kubicki (partijloos) (15 februari 1996 - 31 oktober 1997)
- Hanna Suchocka (UW) (31 oktober 1997 - 8 juni 2000)
- Jerzy Buzek (AWS), waarnemend (8 juni 2000 - 12 juni 2000)
- Lech Kaczyński (partijloos, later PiS) (12 juni 2000 - 4 juli 2001)
- Stanisław Iwanicki (ChD III RP) (4 juli 2001 - 19 oktober 2001)
- Barbara Piwnik (partijloos) (19 oktober 2001 - 6 juli 2002)
- Grzegorz Kurczuk (SLD) (6 juli 2002 - 2 mei 2004)
- Marek Sadowski (partijloos) (2 mei 2004 - 6 september 2004)
- Andrzej Kalwas (partijloos) (6 september 2004 - 31 oktober 2005)
- Zbigniew Ziobro (PiS) (31 oktober 2005 - 7 september 2007)
- Jarosław Kaczyński (PiS), waarnemend (7 september 2007 - 11 september 2007)
- Zbigniew Ziobro (PiS) (11 september 2007 - 16 november 2007)
- Zbigniew Ćwiąkalski (partijloos) (16 november 2007 - 21 januari 2009)
- Andrzej Czuma (PO) (23 januari 2009 - 13 oktober 2009)
- Krzysztof Kwiatkowski (PO) (14 oktober 2009 - 18 november 2011)
- Jarosław Gowin (PO) (18 november 2011 - 6 mei 2013)
- Marek Biernacki (PO) (6 mei 2013 - 22 september 2014)
- Cezary Grabarczyk (PO) (22 september 2014 - 30 april 2015
- Ewa Kopacz (PO), waarnemend (30 april 2015 - 4 mei 2015)
- Borys Budka (PO) (4 mei 2015 - 16 november 2015)
- Zbigniew Ziobro (SPZZ), (16 november 2015 - 27 november 2023)
- Marcin Warchoł (27 november 2023 - 13 december 2023)
- Adam Bodnar (13 december 2023 -)

De Poolse minister van Justitie vervult tevens het ambt van procureur-generaal. In de jaren 2010-2016 waren beide functies van elkaar gescheiden.